# 張雄 (成化壬辰進士)
張雄（1442年—？），字文偉，陝西西安府同州人，軍籍。明朝政治人物。進士出身。

## 生平
陝西鄉試第十一名。成化八年（1472年）壬辰科會試第二百六名，殿試登進士第三甲第一百五十八名。

## 家族
曾祖父張忠。祖父張富禮。父亲張進。